# Граваце (Белуно)
Граваце (итал. Gravazze) је насеље у Италији у округу Белуно, региону Венето.
Према процени из 2011. у насељу је живело 11 становника. Насеље се налази на надморској висини од 300 м.